# Joseph Ducreux
Joseph Baron Ducreux (ur. 26 czerwca 1735 w Nancy, zm. 24 lipca 1802 na drodze z Paryża do Saint-Denis) – francuski malarz portrecista, twórca miniatur i miedziorytów. Był portrecistą króla Ludwika XVI, a później kontynuował swoją karierę podczas rewolucji francuskiej. Jego mniej formalne obrazy pokazywały zainteresowanie mimiką w przeciwieństwie do portretów oficjalnych.

## Życiorys
Prawdopodobnie uczył się od ojca, również malarza. Gdy przybył do Paryża w 1760 roku, zaczął pobierać lekcje jako jedyny uczeń portrecisty Maurice'a Quentina de La Toura. Wpływ na technikę malowania młodego artysty miał również Jean-Baptiste Greuze.
W 1769 roku został wysłany do Wiednia w celu namalowania miniatury Marii Antoniny, która miała przybyć do Paryża i zostać żoną Ludwika XVI. W nagrodę za swoje prace otrzymał tam tytuł barona oraz premier peintre de la reine (pierwszego malarza królowej). Ducreux otrzymał te wyróżnienia pomimo braku przynależności do Królewskiej Akademii Malarstwa i Rzeźby, która miała ówcześnie monopol na tytuł pierwszego malarza. Po wybuchu rewolucji francuskiej wyjechał do Londynu. Tam narysował ostatni portret króla Ludwika XVI przed jego późniejszą egzekucją.
Ducreux powrócił do Paryża w 1793 roku i nawiązał współpracę z Jacques'em-Louis Davidem, który pomógł mu kontynuować karierę malarza. Miejscem zamieszkania dla niego był wówczas nieformalny salon dla artystów i muzyków, którzy zlecali mu malowanie portretów. Jednym ze zleceniodawców był Étienne Méhul, który prawdopodobnie wybrał Ducreux na pierwowzór głównego bohatera jednej ze swych oper.
Ducreux miał wiele dzieci. Jego najstarszy syn Jules był malarzem oraz kapitanem piechoty, poległ w bitwie pod Jemappes; do dziś zachowało się wiele z jego obrazów. Jego najstarszą córką była Rose-Adélaïde Ducreux, również malarka.

## Twórczość
Ducreux specjalizował się w malowaniu portretów, jego pierwsze prace były wykonane pastelami i przedstawiały takie osoby, jak Pierre-Jean Mariette, Comte de Caylus oraz Ange-Laurent de la Live de July. Od 1760 roku Ducreux prowadził listę swoich prac, ale bardzo rzadko podpisywał swoje dzieła. Z tego powodu wiele jego prac przypisywano innym artystom.
Następne portrety przedstawiały między innymi Pierre'a Choderlos de Laclos, Marię Antoninę czy też Ludwika XVI. W latach 80. i 90. XVIII wieku Ducreux namalował wiele autoportretów, z czego niektóre ukazywały artystę w zabawnych pozach, na przykład podczas ziewania czy śmiejącego się i pokazującego palcem na oglądającego obraz.
Ducreux zerwał z ograniczeniami stawianymi przez tradycyjne formy malowania portretów. Interesował się fizjonomiką; wierzył, że wygląd człowieka, szczególnie mimika, odzwierciedla jego osobowość, którą próbował uchwycić w swoich pracach.

## Galeria

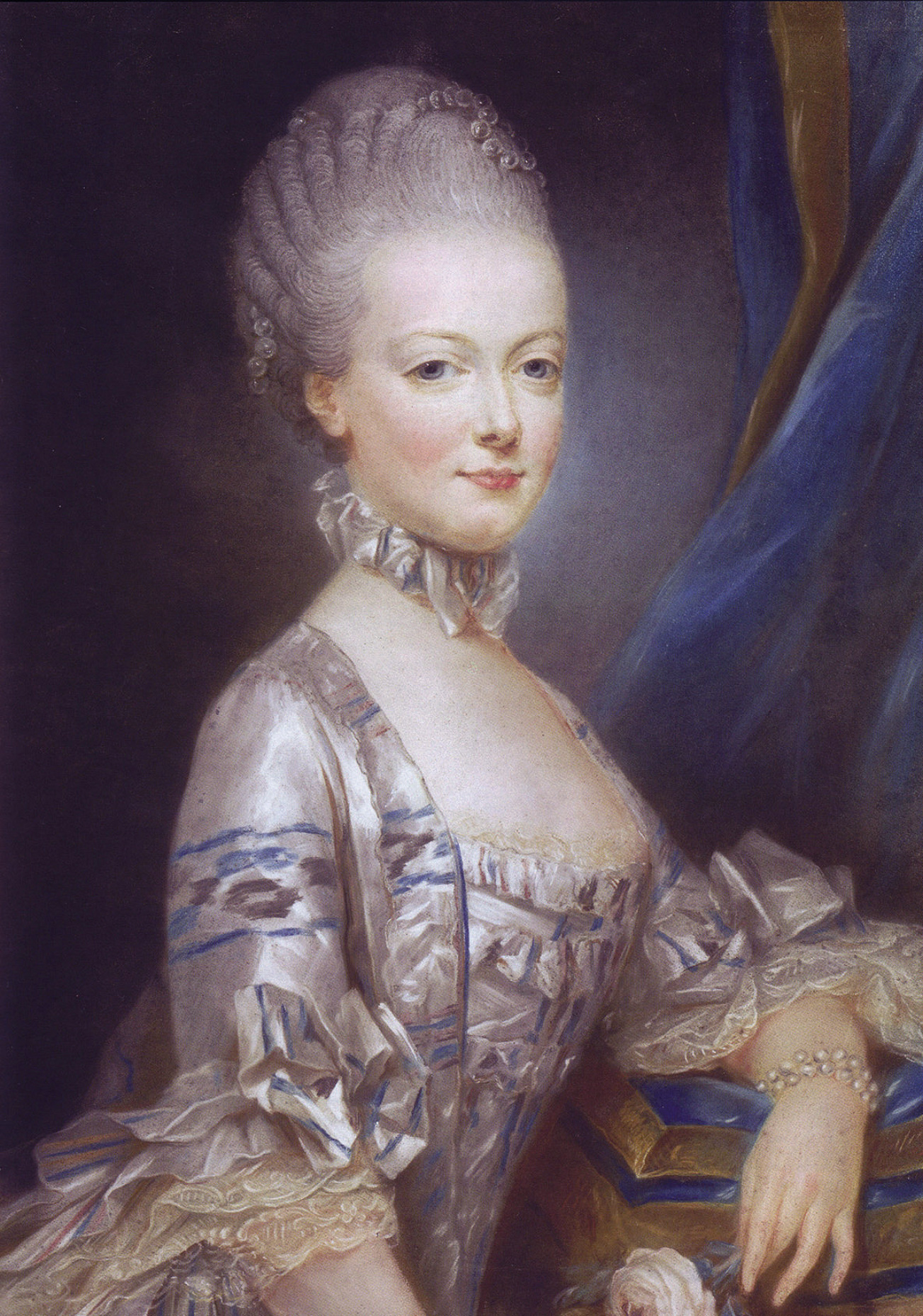
Maria Antonina (1769)
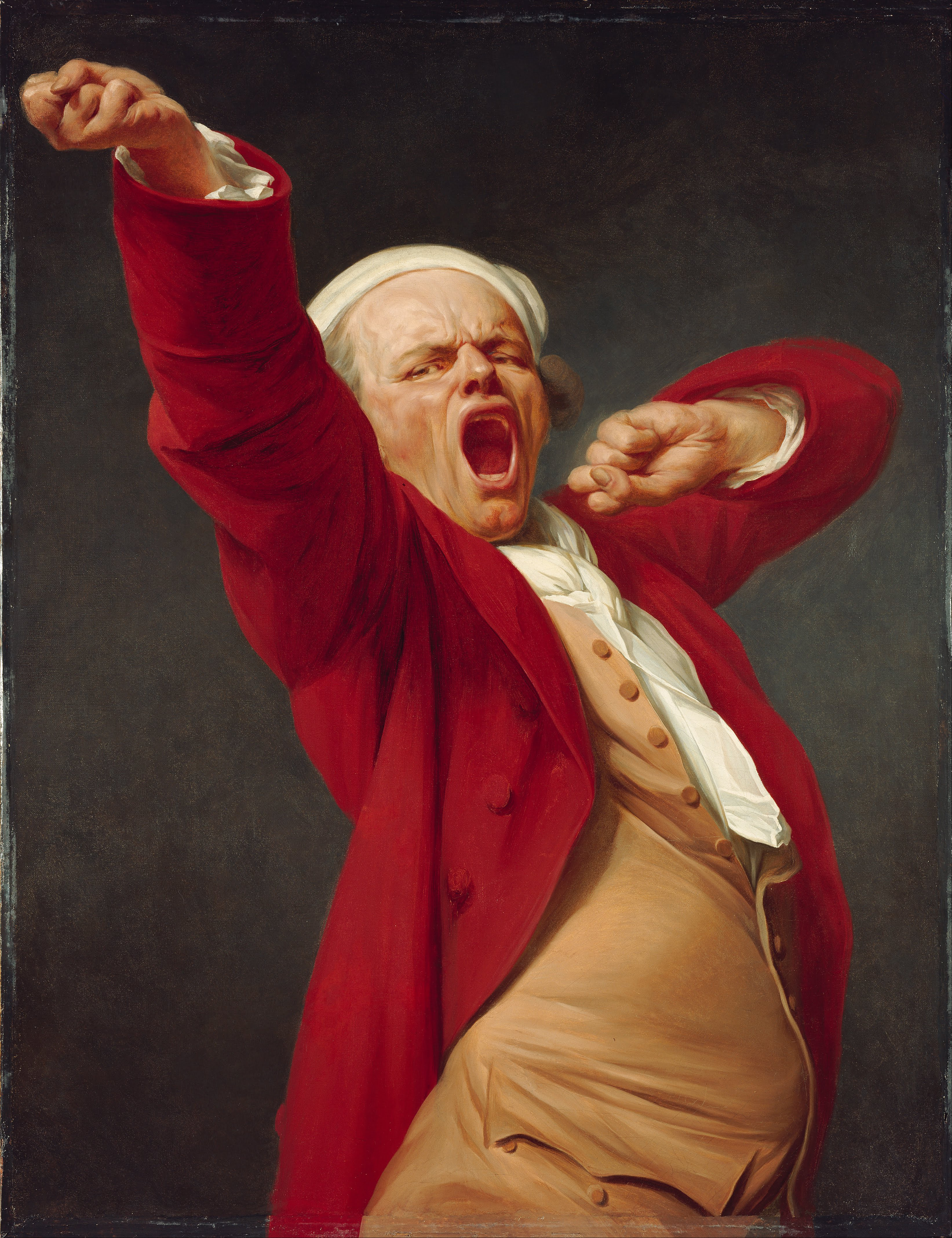
Autoportret, ziewający (ok. 1783)
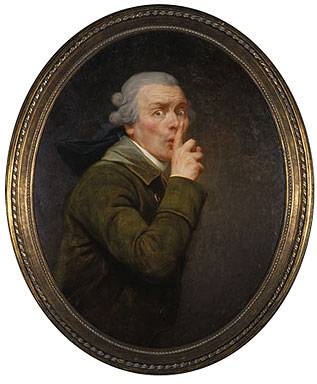
Le Discret (ok. 1790)
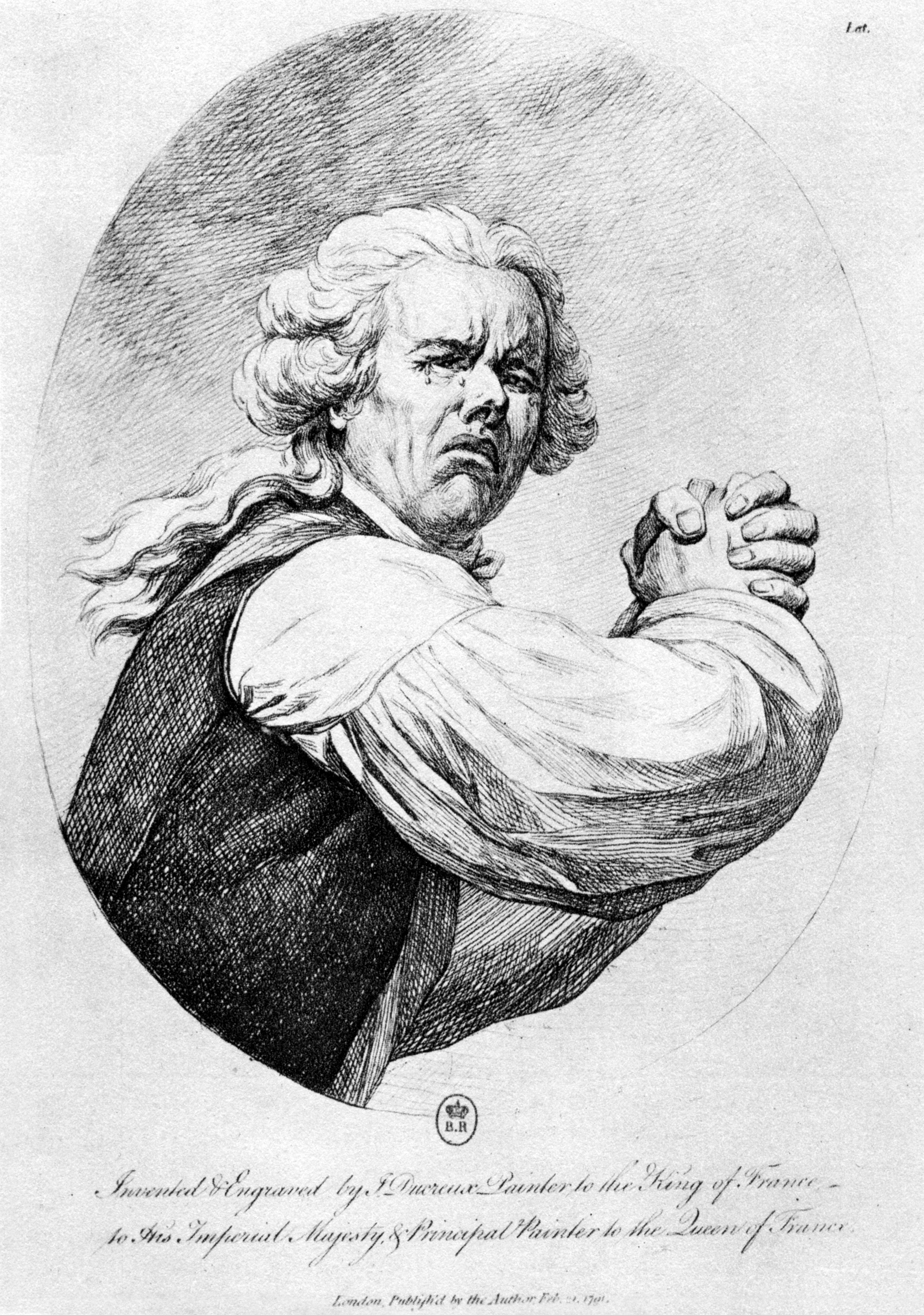
Jedna z akwafort autorstwa Josepha Ducreux (1791)
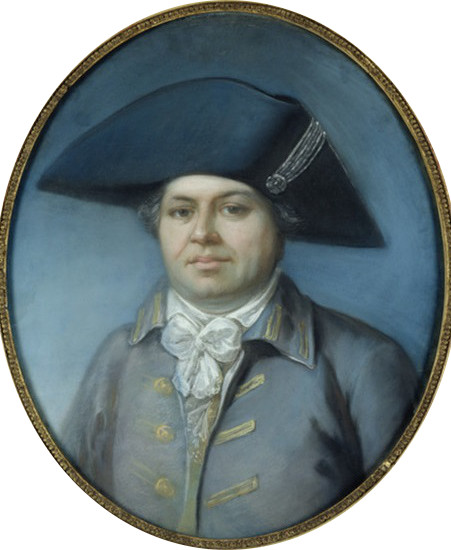
Georges Cadougal (1800)

## Popularność w Internecie
Autoportret Josepha Ducreux z 1793 roku zdobył wielką popularność jako mem internetowy. Do obrazu dodawany jest popularny cytat lub tekst piosenki napisany w pseudo-archaicznym języku lub też złośliwe uwagi na różne tematy.